# Greksåsar

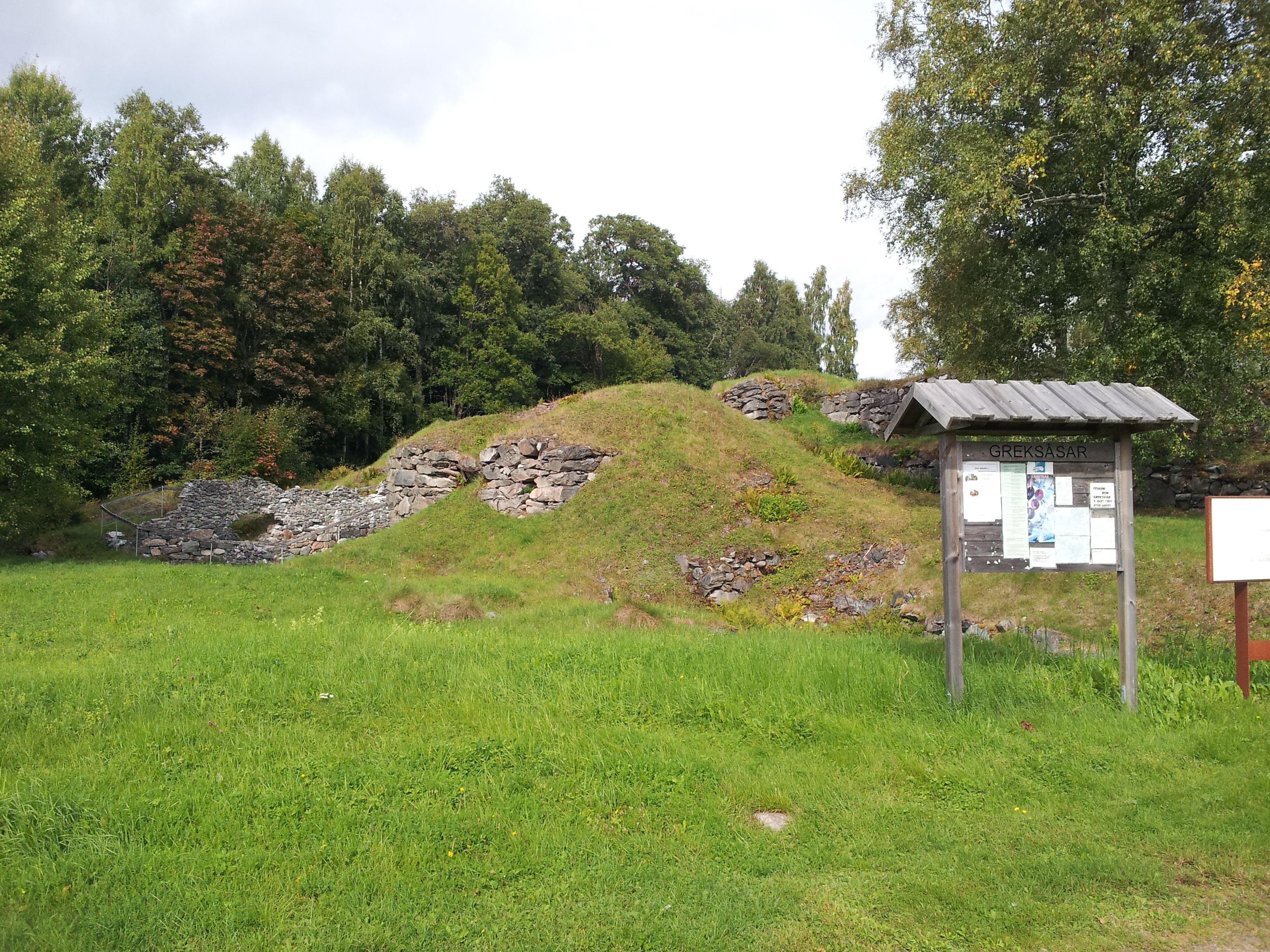
Hyttruinen, Greksåsar

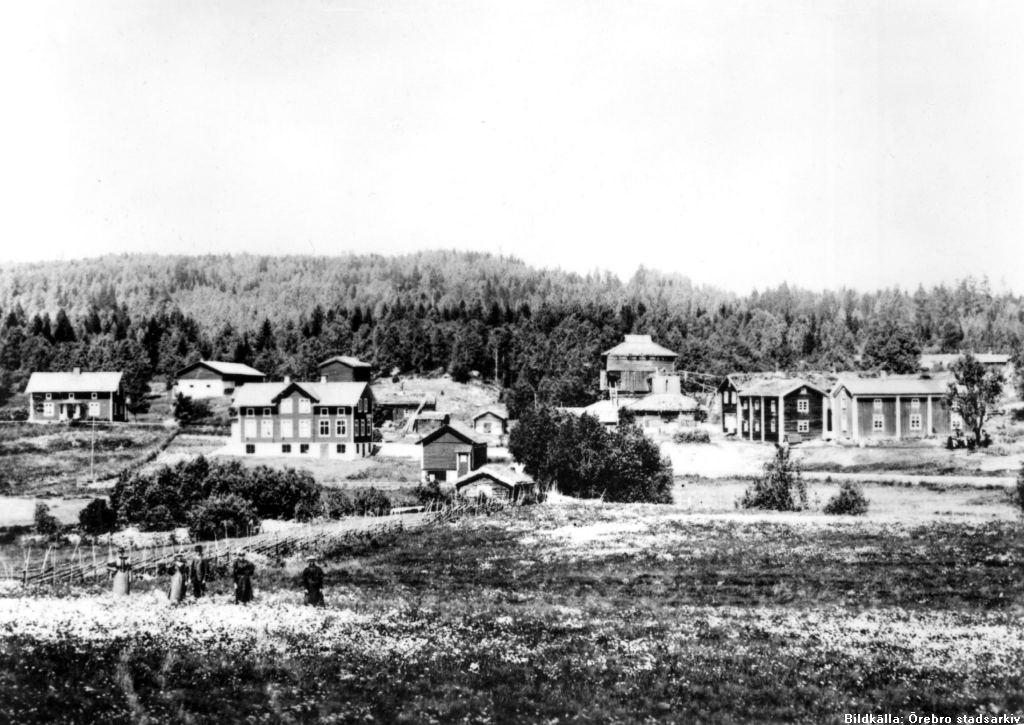
Greksåsars by omkring år 1900. Längst till vänster ligger Gästgiveriet, och något till höger om detta Greksåsars handel, vars byggnad fortfarande finns kvar. Något till höger om mitten ses hyttan. Längst till höger ligger Sexmansgården.

Greksåsar är en by i Nora socken i Nora kommun, Örebro län. Namnet Greksåsar, även stavat Grecksåsar, är belagt från år 1498, och härstammar sannolikt från den närbelägna sjön Grecken. Byn ligger invid Länsväg 244.

## Hyttan
I Greksåsar fanns förr en hytta, där tackjärn framställdes från järnmalm. Denna omnämns första gången i 1538 års jordebok. År 1540 fanns det sex bergsmän i byn. Bergsmännen ägde hyttan gemensamt.  
På 1800-talet moderniserades hyttan. Masugnspipan påbyggdes. Rostugn, blåsmaskiner och malmkross tillkom. Hyttan var då en s.k. mulltimmerhytta. År 1867 ersatte man det gamla vattenhjulet med en turbin. År 1859 kom hyttan i Stadra bruks ägo. Den blåstes ned för sista gången år 1878. Byggnaderna revs år 1910, men på orten finns en ruin kvar, som kan beses. Hyttruinen skänktes till Örebro läns museum år 1943.

## Gruvor
Järnmalmen hämtades bl.a. från Klintagruvan. Det var den enda gruvan som låg på hyttlagets egna mark. I övrigt hämtades järnmalm från Striberget, Svartberget, Nyberget och Prästaberget.  Andra gruvor som utnyttjades, och som låg på olika hemman, var Stagruvan, Landsvägsgruvan, Mellangruvan, Bäckgruvan, Östra och Västra Kultergruvorna.
På hyttlagets mark fanns även en koppargruva, omnämnd Jakob Elas eller Greksåsar-Rödbergs koppargruva. Privilegier för koppargruvan utfärdades år 1714.

## Byggnader
En gästgivaregård uppfördes redan i mitten av 1600-talet i anslutning till den av Drottning Kristina anlagda landsvägen mellan Nora och Grythyttan.
Sexmansgården var den mest betydande av gårdarna. Den består av huvudbyggnad, loftbod och två ytterligare byggnader. Innehavarna var bergssexmän eller nämndemän.
Handelsboden uppfördes år 1895, men redan 1889 hade byn haft egen affär. Affärsrörelsen nedlades år 1958.
Kapellet uppfördes år 1892 av Greksåsars Missionsförsamling, bildad på 1880-talet. År 1956 inköptes kapellet av Svenska kyrkan, och återinvigdes år 1958. Det är idag en småkyrka i Nora bergslagsförsamling.